# Клён японский
Клён япо́нский (лат. Ácer japónicum) — вид многолетних древесных листопадных растений рода Клён, произрастает в Японии на Хонсю, Хоккайдо, Кюсю, а также в южной части Кореи.
Названия на других языках:
англ. Downy Japanese Maple, Fullmoon Maple, 
фин. Hokkaidonvaahtera, 
фр. érable du Japon, 
яп. ハウチワカエデ・羽団扇楓 (хаутива-каэдэ)

## История
Описан в 1784 году Мюрреем по неопубликованной работе Тунберга. С тех пор в литературе появилось множество синонимов, наиболее распространённый — Acer circumlobatum Maxim. (1867). Его идентичность Acer japonicum была показана Коидзуми в 1911 году.
Другие синонимы:
- Acer heyhachii Matsum. ex Makino (1910)
- Acer japonicum var. macrophyllum (hort.) ex G.Nicholson (1881),
- Acer japonicum var. kobakoense (Nakai) Hara (1936),
- Acer japonicum var. insulare Pax Ohwi (1953).
- Acer circumlobatum var. insulare Pax (1886),
- Acer insulare Pax (1892) non Makino,
- Acer kobakoense Nakai (1931),
- Acer monocarpon Nakai (1926)
- Acer nudicarpum (Nakai) Nakai (1915)
- Acer palmatum var. macrophyllum (hort.) ex G.Nicholson (1881),

## Описание

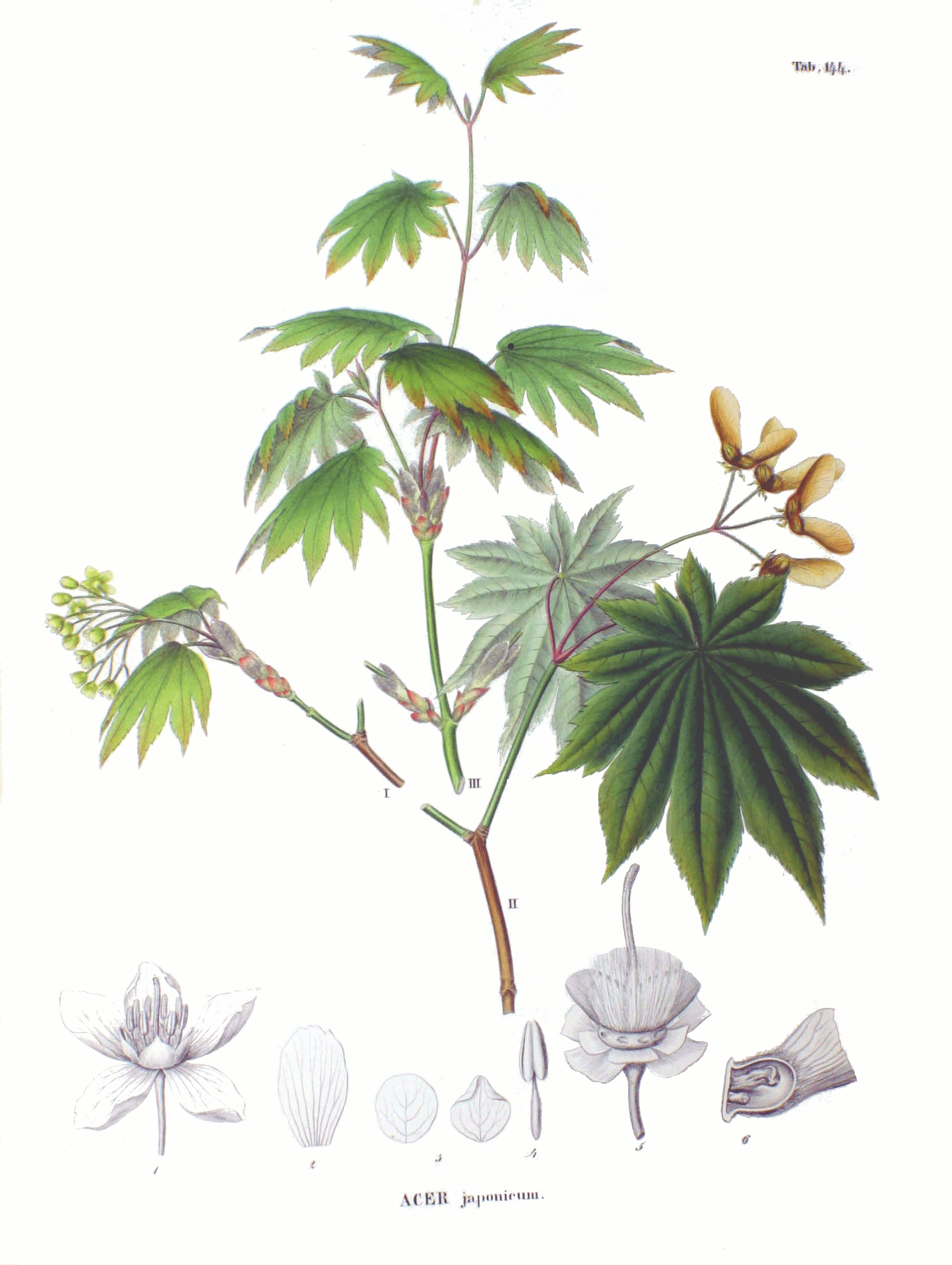
Клён японский. Ботаническая иллюстрация из книги Зибольда и Цуккарини Flora Japonica, Sectio Prima, 1870

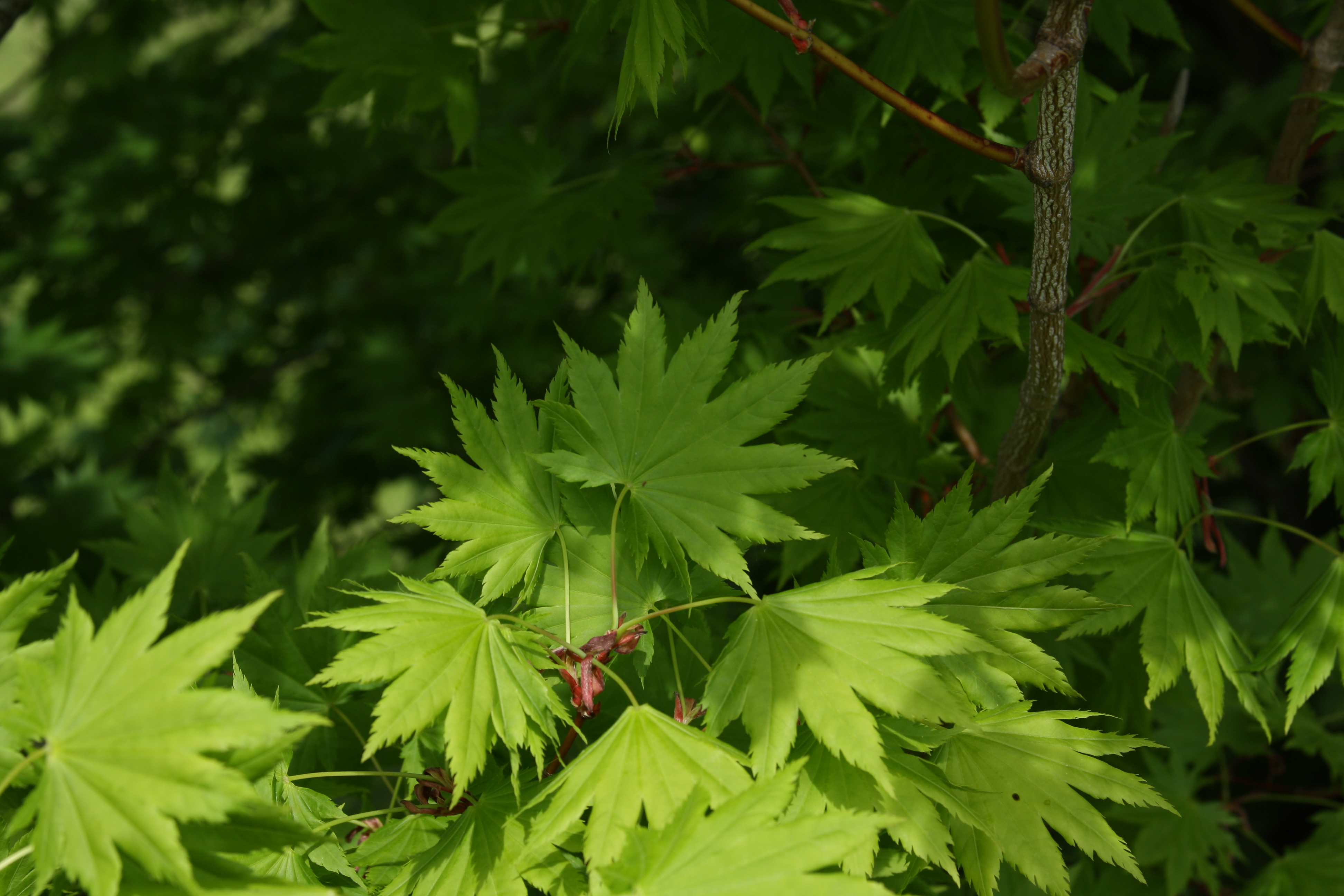
Молодые листья Клёна японского

В естественных условиях произрастания некрупное дерево, в культуре обычно крупный кустарник до 8—10 м высотой. Ветви красновато-серые. Кора серая, гладкая, не растрескивается.
Листья округлые, 8—15 см в диаметре, по краям пильчатые, семи-, девяти-, одиннадцатидольные, супротивные. Рассечены менее чем на половину диаметра. Черешки длиной 3—5 см, часто слегка опушённые. Осенью листья оранжево-алые с жёлтыми крапинками.
Цветки яркие, фиолетово-красные, в довольно длинных поникающих щитках. Появляются прежде листьев в апреле. Крылатки длиной 3 см, часто опушённые, всегда висят под листьями.
Выделяют несколько подвидов, незначительно различающихся формой и степенью опушённости крылаток и листьев; существует множество культиваров, применяемых в декоративном садоводстве.
В культуре легко размножается семенами, либо прививками на клён дланевидный.

## Распространение
Растёт в горных лесах на севере Японии, на островах Хоккайдо и Хонсю, на высоте 900—1800 м. В России проходит северная граница ареала клёна японского. Единственное местонахождение — по ручью Пограничному в южной части острова Кунашир в Южно-Курильском районе Сахалинской области.

## В культуре
Используется в качестве декоративного садового растения. В Европе опыт интродукции Acer japonicum имеет 154-летнюю историю. Осенняя окраска листьев наиболее декоративна у культурных сортов и форм. Плохо переносят засушливые периоды. Более морозоустойчив (до -26…-28,8°С), чем Acer palmatum. В Санкт-Петербурге, в парке Ботанического сада Петра Великого БИН РАН плодоносит с 2015 года.